# Foire aux oignons de Givet
Pour les articles homonymes, voir Foire aux oignons.
La Foire aux oignons de Givet est une manifestation annuelle, tenue le 11 novembre à Givet. En une seule journée, elle accueille plus de 500 camelots venus des quatre coins de la France ainsi qu'entre 20 000 à 40 000 visiteurs venus de régions limitrophes (Nord-pas-de Calais, Meuse, Lorraine, Belgique, Luxembourg...). D'après la tradition, son origine serait issue d'une grande foire organisée en 1530, le samedi précédant la Saint-Martin, c'est-à-dire le 11 novembre. Napoléon l'officialisera par décret le 12 décembre 1806.
Au départ, la manifestation était essentiellement agricole. Aujourd'hui, elle s'étend au secteur marchand, à celui de services, ainsi qu'aux organisations, mais l'oignon est toujours présent.

## Historique
Son origine daterait de 1530, mais les documents attestent que c'est en janvier 1617 que les archiducs Albert et Isabelle établissent une foire à Givet.
Sous la Révolution, le décret de l'administration centrale des Ardennes de l'An VI (1797)  en fixe les dates au 13 brumaire (foire du printemps) , 26 floréal (foire Saint-Louis) et 9 fructidor (foire Saint-Martin). Engagé dans la  campagne de Pologne, Napoléon, de son quartier impérial à Posen, le 12 décembre 1806, promulgue un décret fixant les dates des foires à Givet, dont celle de la Saint-Martin établie au 11 novembre.
En 1896, la foire agricole de la Saint-Martin prend le nom de « Foire aux Oignons » due à de la présence dominante de ce produit sur les étals.
La foire, qui a gardé son emplacement d'origine au petit Givet, s'est étendue et se déroule désormais sur plus de 10 rues et deux quartiers (Givet Notre-Dame et Givet St Hilaire). 
La foire est devenue généraliste, les divers produits exposés sont, entre-autres, les oignons, vêtements, chaussures, cosmétiques, décorations, boissons, mets gourmands, légumes, voitures, nouvelles technologies...